# Denmark (Wisconsin)
Denmark es una villa situada en el condado de Brown, Wisconsin, Estados Unidos. Tiene una población estimada, a mediados de 2022, de 2422 habitantes.

## Geografía
La localidad está ubicada en las coordenadas 44°20′58″N 87°49′52″O / 44.34944, -87.83111 (44.349336, -87.831198). Según la Oficina del Censo, tiene una superficie de 5.11 km², correspondientes en su totalidad a tierra firme.

## Demografía
Según el censo de 2020, en ese momento había 2408 personas residiendo en la localidad. El 93.06% de los habitantes eran blancos, el 0.33% eran afroamericanos, el 0.54% eran amerindios, el 0.12% eran asiáticos, el 1.08% eran de otras razas y el 4.86% eran de una mezcla de razas. Del total de la población, el 2.53% eran hispanos o latinos de cualquier raza.